# Saint-Étienne-de-Villeréal
Saint-Étienne-de-Villeréal è un comune francese di 303 abitanti situato nel dipartimento del Lot e Garonna nella regione della Nuova Aquitania.

## Società

### Evoluzione demografica
Abitanti censiti